# Jüdischer Friedhof (Świdwin)
Koordinaten: 53° 45′ 19″ N, 15° 45′ 46″ O

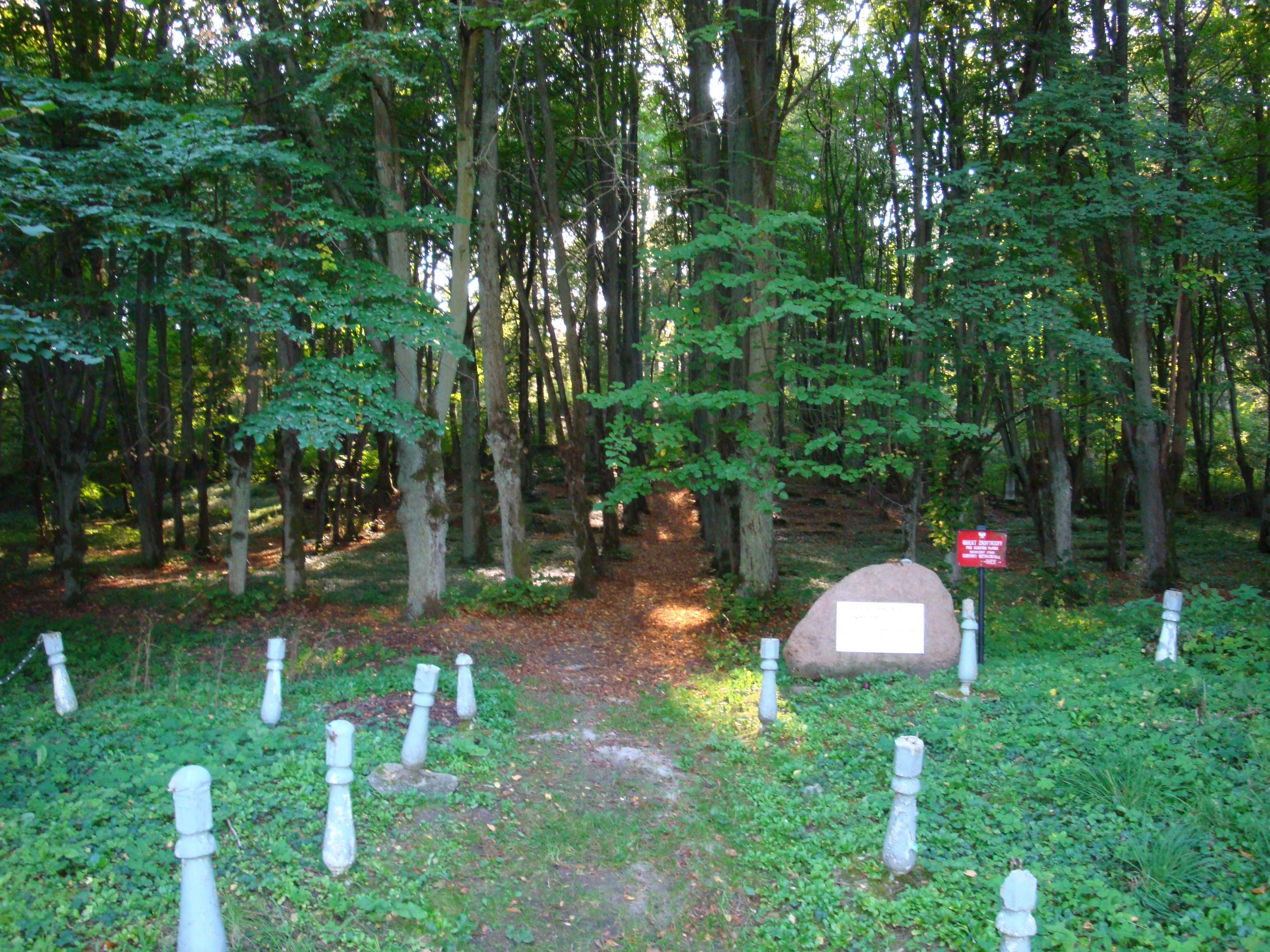
Jüdischer Friedhof Świdwin

Der Jüdische Friedhof Świdwin liegt in der polnischen Kreisstadt Świdwin (deutsch Schivelbein) in der Woiwodschaft Westpommern. Der Friedhof wurde vermutlich Ende des 18. Jahrhunderts angelegt und wurde bei den Novemberpogromen 1938 und in den folgenden Jahren zerstört. Es sind etwa 70 Grabsteine vorhanden, der älteste stammt von 1869.